# Coleophora soraida
Coleophora soraida é uma espécie de mariposa do gênero Coleophora pertencente à família Coleophoridae.